# Yukitaka Fukita
Yukitaka Fukita (jap. 吹田 幸隆, Fukita Yukitaka; * 28. August 1972 in Sapporo) ist ein ehemaliger japanischer Skispringer.

## Werdegang
Nachdem Fukita bereits bei mehreren internationalen Springen außerhalb des Weltcup-Zirkus teilgenommen hatte, startete er im Februar 1993 bei der Universiade in Zakopane. Dabei verpasste er von der Normalschanze als Vierter zunächst noch die Medaillenränge, ehe er mit dem Team Silber sowie von der Wielka Krokiew Gold gewann. Am 12. Dezember 1993 debütierte Fukita in Lauscha im zweitklassigen Continental Cup, erreichte allerdings erst eine Woche später in Wörgl als Dreizehnter die Punkteränge. In der Folge nahm er regelmäßig an Wettkämpfen des Continental Cups teil und erreichte im Dezember 1994 in Jyväskylä erstmals eine Platzierung unter den besten Zehn. Mit weiteren guten Ergebnissen im Rücken bestritt Fukita am 21. Januar 1995 in seiner Heimatstadt Sapporo sein erstes Weltcup-Springen, welches er auf Platz 14 beendete. Im weiteren Saisonverlauf sprang er regelmäßig in die Punkteränge im Weltcup und belegte schließlich Rang 42 in der Gesamtwertung. Als Saisonhighlight galt die Universiade 1995 im spanischen Jaca, wo er von der Normalschanze erneut Universiadesieger wurde, ehe er mit dem Team den zweiten Platz belegte. Bis 1999 verzeichnete Fukita wechselnde Ergebnisse. So landete er meist auf den hinteren Punkterängen oder schied gar im ersten Durchgang aus. Nur selten konnte er in die Top 20 springen. Am 23. Januar 1999 erreichte er mit Platz 9 auf der Großschanze in Sapporo das beste Ergebnis seiner Karriere. Aufgrund dieser Inkonstanz stellte sich Fukita immer wieder im Continental Cup der Konkurrenz. In dieser Wettkampfserie erreichte er im Dezember 1996 als Zweiter hinter Andreas Widhölzl in Chaux-Neuve erstmals das Podium. Am 5. März 1999 gewann er von der Suicide Hill in Ishpeming sein erstes Continental-Cup-Springen. Weitere Siege folgten im Januar 2001 im heimischen Sapporo sowie zwei Monate später in Vikersund. Dennoch fand Fukita nur noch als Teil der nationalen Gruppe bei Heimspringen in Sapporo Berücksichtigung für den japanischen Weltcup-Kader. Schließlich beendete er nach dem Springen von der Zaō-Schanze in Yamagata am 14. März 2002 seine aktive Springerkarriere im Alter von 29 Jahren.

## Statistik

### Weltcup-Platzierungen
| Saison  | Platz | Punkte |
| ------- | ----- | ------ |
| 1994/95 | 42.   | 062    |
| 1995/96 | 43.   | 100    |
| 1998/99 | 58.   | 029    |
| 2000/01 | 68.   | 010    |

### Grand-Prix-Platzierungen
| Saison | Platz | Punkte |
| ------ | ----- | ------ |
| 1995   | 37.   | 436,1  |